# William Herbert, 1:e earl av Pembroke (1423–1469)
William Herbert, 1:e earl av Pembroke född 1423, död (genom avrättning) den 28 juli 1469, var en walesisk ädling, tillhörande en ätt, som redan på 1200-talet omtalas i Wales och genom giftermålsförbindelser med rika walesiska arvtagerskor samlade stora jordagods i sydöstra Wales, far till William Herbert, 2:e earl av Pembroke och till Richard Herbert.
Herbert tog livlig del i Rosornas krig på Yorkpartiets sida. Han stred därvid ofta mot Jasper Tudor, earl av Pembroke, farbror till (sedermera) konung Henrik VII.
Efter erövringen (1468) av det av denne försvarade slottet Harlech, Lancasterpartiets sista fasta stödjepunkt i Wales, blev William Herbert av Edvard IV upphöjd till earl av Pembroke i stället för den i akt förklarade Jasper Tudor.
Han kom kort därefter i tvist med "konungamakaren" Warwick, vars hemliga förbindelser med Lancasterpartiet han uppdagat. Under försök att dämpa ett av Warwick underblåst upprorsförsök till Henrik VI:s förmån blev han jämte sin bror, sir Richard Herbert, tillfångatagen av de upproriska, och båda avrättades i Northampton den 28 juli 1469 på grund av deras trohet mot Edvard IV..